# Rue de Bassano
Pour les articles homonymes, voir Bassano.
La rue de Bassano est une voie des 8e et 16e  arrondissements de Paris.

## Situation et accès
Elle commence au 58, avenue d'Iéna et se termine au 101, avenue des Champs-Élysées.
Elle est desservie au nord par la ligne 1 à la station George V et au sud par la ligne 9 à la station Iéna.

## Origine du nom

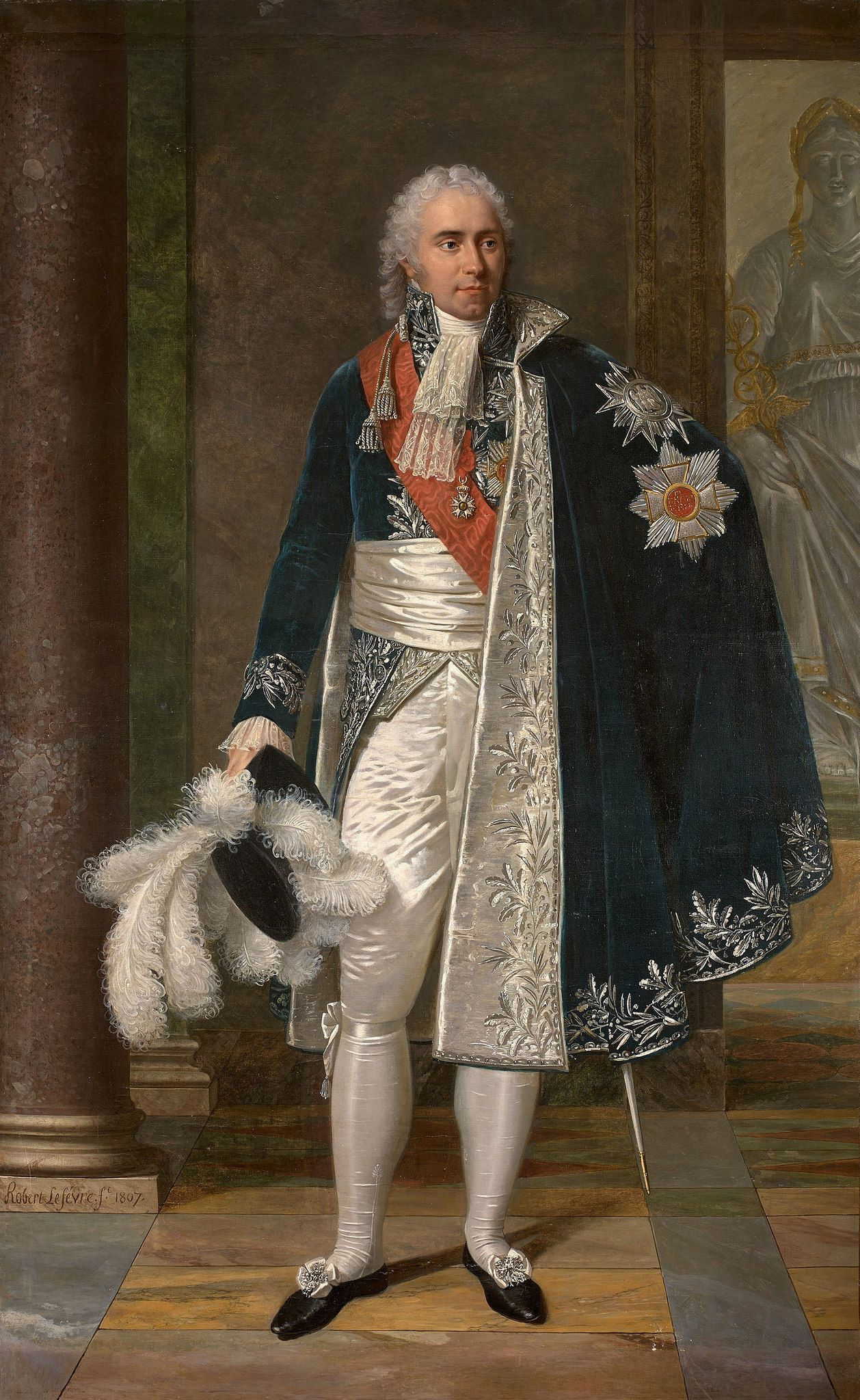
Hugues-Bernard Maret, duc de Bassano.

La voie reçoit son nom en mémoire d'Hugues-Bernard Maret (1763-1839), duc de Bassano, homme politique et diplomate français, ministre des Affaires étrangères de 1811 à 1813, pair de France, membre de l'Académie française et de l'Académie des sciences morales et politiques.

## Historique
Une partie de la rue existait déjà en 1730 sous le nom de « ruelle des Jardins » ou « ruelle des Fleurs ».
La partie entre la rue Vernet et l'avenue des Champs-Élysées s'appelait « rue du Château-des-Fleurs » et servait de limite orientale au promenoir de Chaillot, créé en 1777. La rue menait alors à l'entrée du Château des Fleurs, établissement de plaisirs rival du bal Mabille, détruit pour permettre le prolongement de la rue de Bassano à travers les terrains de l'hospice Sainte-Périne.
La voie prend sa dénomination actuelle par un décret du 2 mars 1867.
Le 5 août 1918, durant la Première Guerre mondiale, un obus lancé par la Grosse Bertha explose aux nos 50-52 rue Bassano.

## Bâtiments remarquables et lieux de mémoire
- No 2, au croisement avec la rue Georges-Bizet : hôtel Cahen d'Anvers. Construit en 1880, par Gabriel-Hippolyte Destailleur pour le comte Louis Cahen d'Anvers (1837-1922) et la comtesse née Louise de Morpurgo (1845-1926), il est de style Louis XIV et ses boiseries précieuses proviennent de l'hôtel de Mayenne. Réquisitionné durant l'Occupation, il devient une annexe du camp de Drancy : le camp Bassano qui y fait travailler des Juifs raflés.

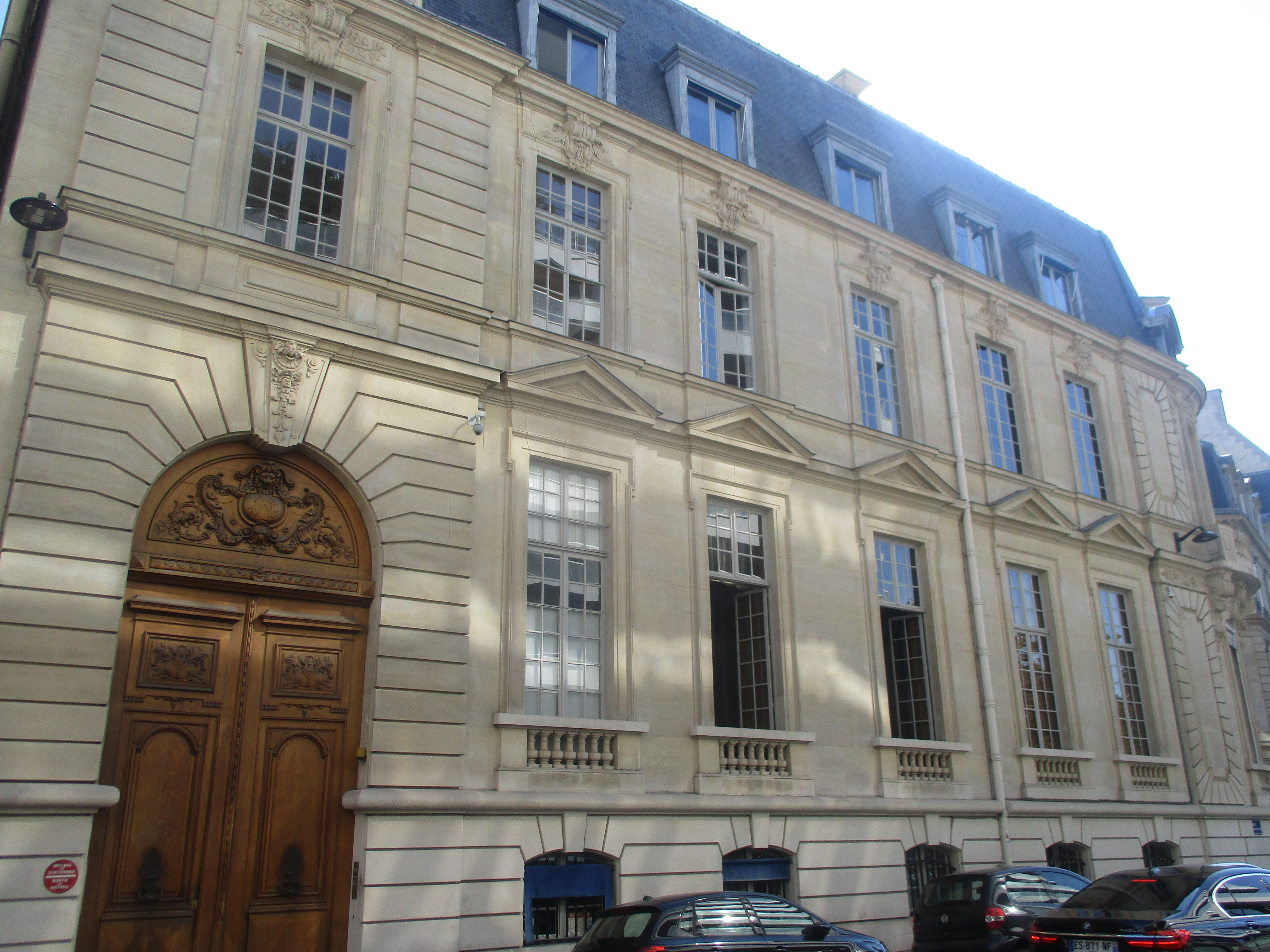
Façade de l'hôtel Cahen d'Anvers donnant rue de Bassano.

- No 7 : plaque commémorative en hommage à « Augusto Alves da Veiga (pt) (1849-1924), homme politique et diplomate portugais, chef civil de la révolution républicaine du 31 janvier 1891, [qui] vécut dans cette maison de 1904 à sa mort ».
- No 8 : à cette adresse mourut la demi-mondaine du Second Empire Cora Pearl, le 8 juillet 1886.

Ambassade de Colombie dans les années 1920.
- No 10 : bâtiment construit à la fin des années 1960 ; ancien central téléphonique[3].
- No 14 : locaux du quotidien français L'Opinion, fondé le 15 mai 2013 par Jean-Dominique Merchet[4].
- No 40 : hôtel de Mlle Texeira-Leite (en 1910)[5]. Seule la façade du rez-de-chaussée a été conservée et surmontée d'un immeuble moderne de cinq étages.
- No 42 : un des anciens sièges de la Gestapo ; une plaque honore les résistants qui y furent torturés. Après la libération de Paris, le bâtiment est le siège de la 1re brigade mobile de la police judiciaire, où fut affecté l'nspecteur de police Roger Borniche[6].
- No 48 : ancien hôtel particulier construit en 1880, à l'angle de la rue Magellan, par l'architecte Louis Bernier pour le peintre Léon Bonnat. Démoli, il est remplacé en 1954 par un immeuble d'habitation de 9 étages.
- No 52 : ancien hôtel particulier construit par les architectes Ziégler et Sansbœuf dans le style néo-Renaissance au début des années 1880[7] ; à une date indéterminée, la façade a été dépouillée de son ornementation (balcons de pierre, vases...) et le bâtiment surélevé de trois étages. Ancien hôtel particulier du prince et de la princesse Ténicheff, née Maria Piatkovskaya (mariée Tenicheff) ; le prince W. Tenicheff fut le commissaire général pour la section russe de l'Exposition universelle de 1900 et grand officier de la Légion d'honneur (décret du 17 août 1900)[8].
- No 58, à l'angle avec la rue Vernet : cabaret-restaurant Le Raspoutine, intégré au sein d'un complexe immobilier construit en 1931, qui donne sur le 101 avenue des Champs-Élysées[9].

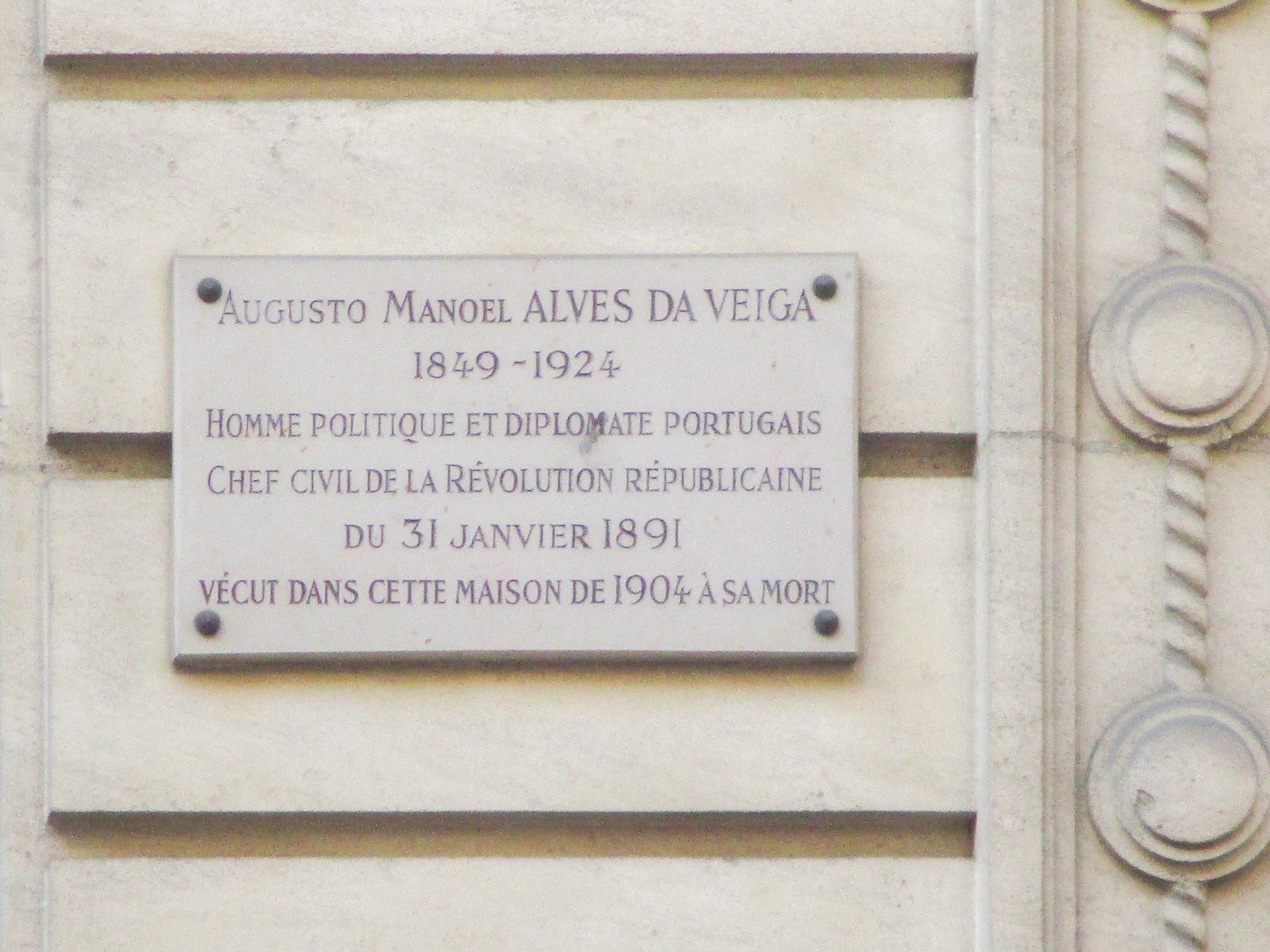
Plaque au no 7.
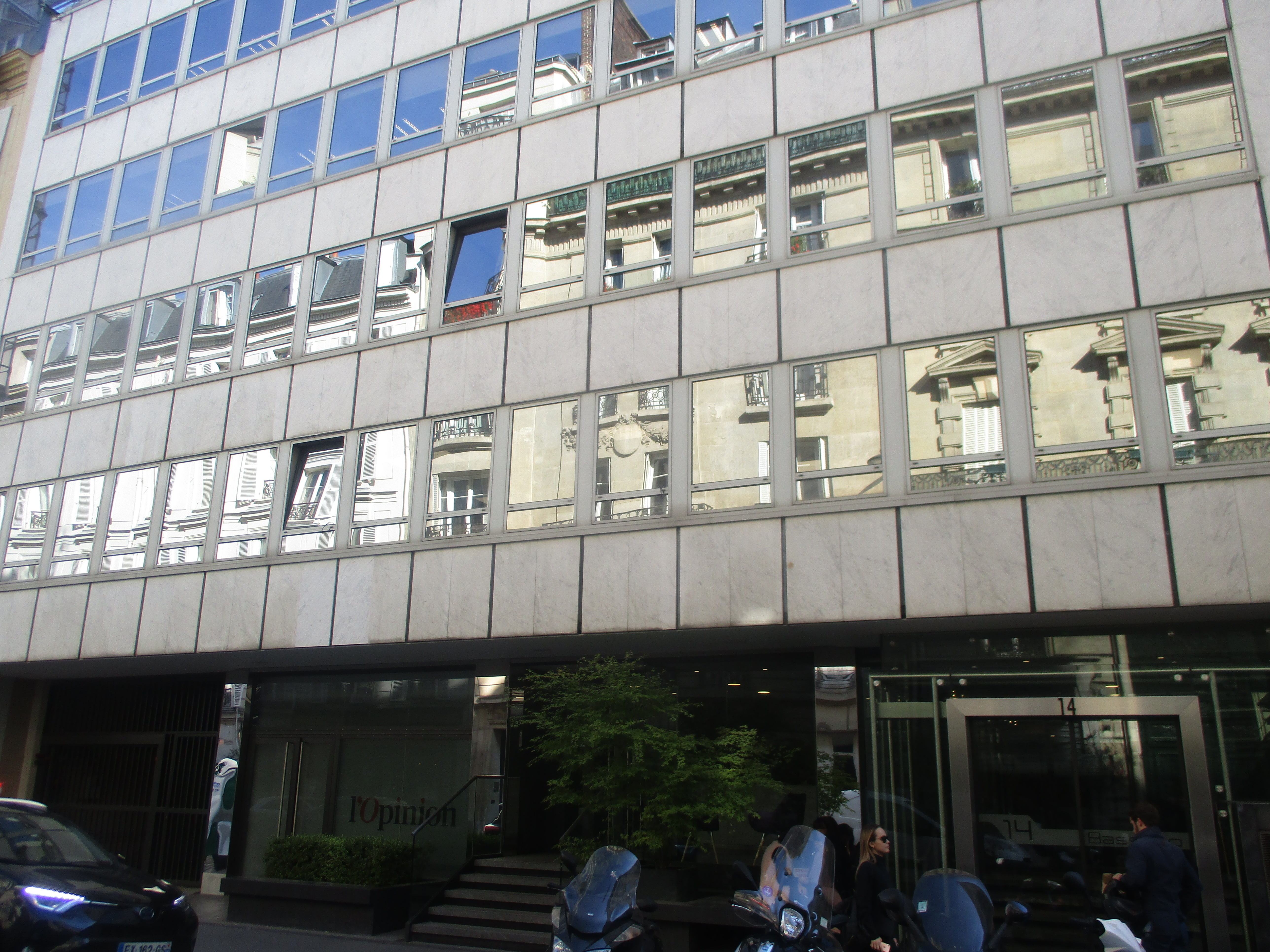
Siège du journal L'Opinion.
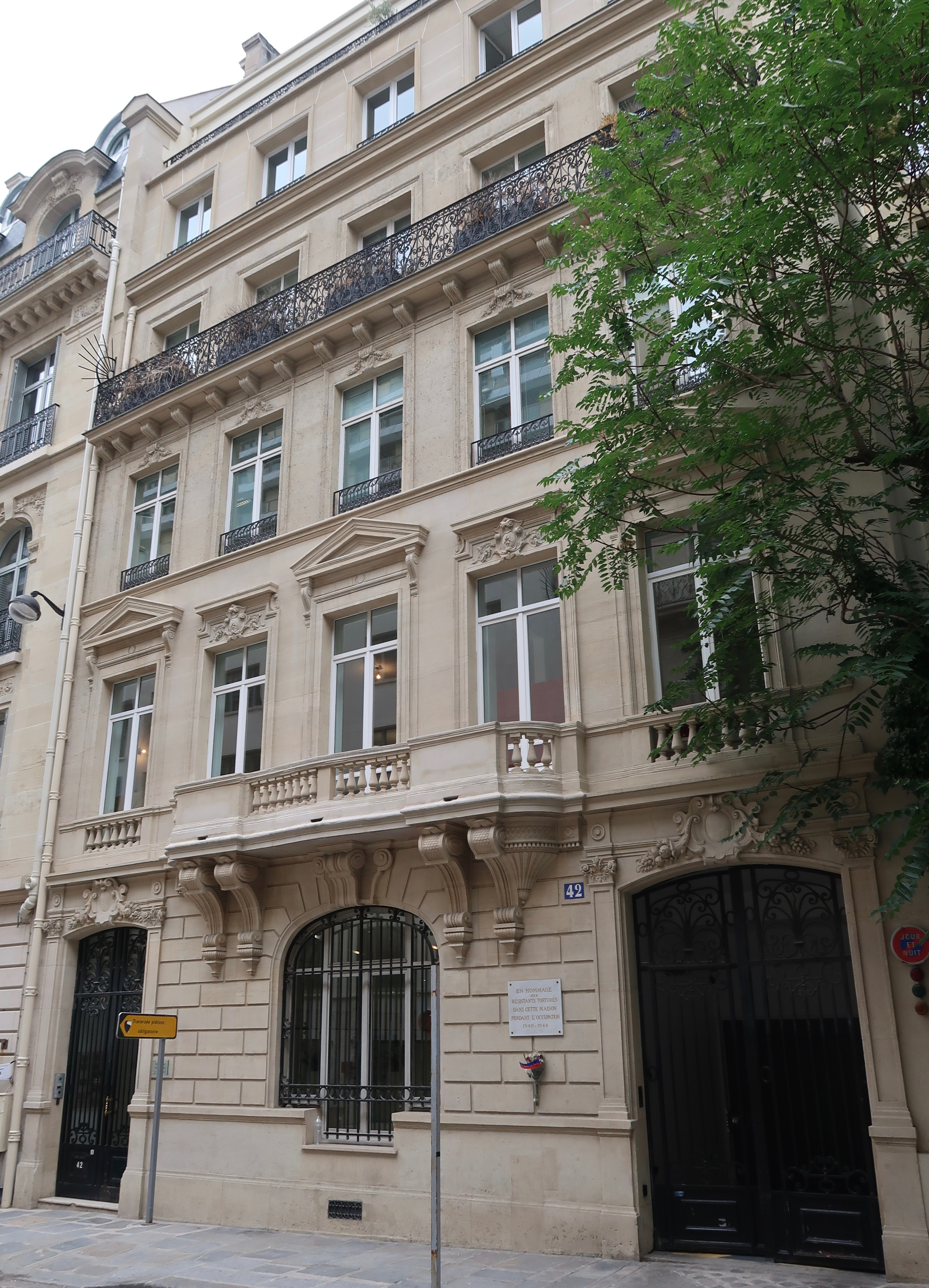
Façade du no 42.
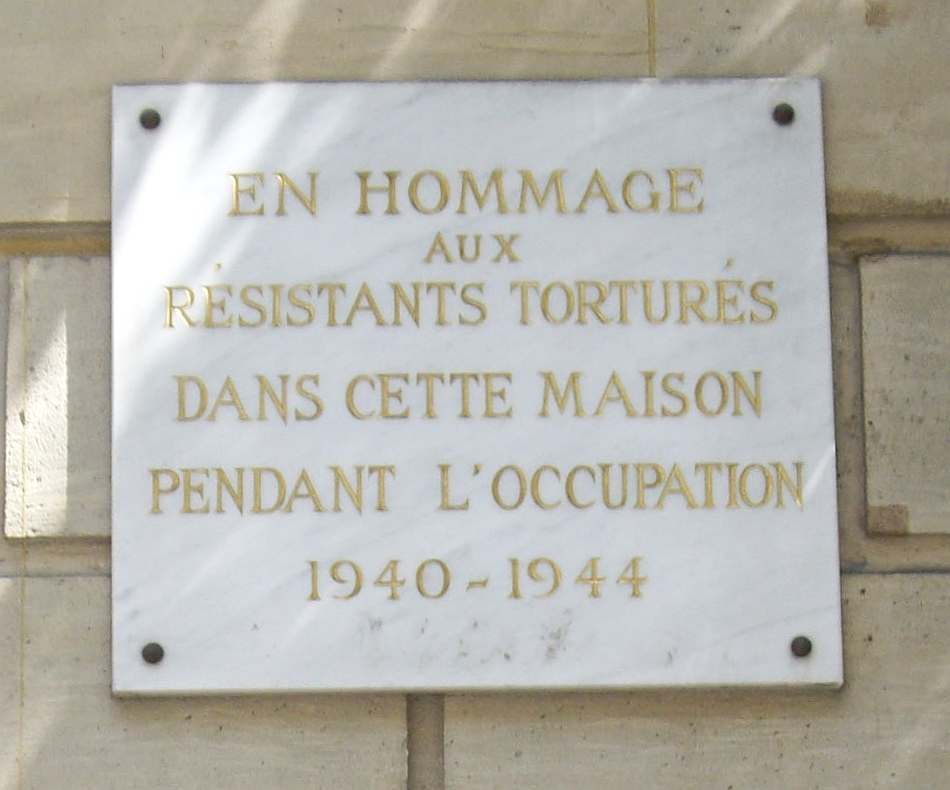
Plaque au no 42.
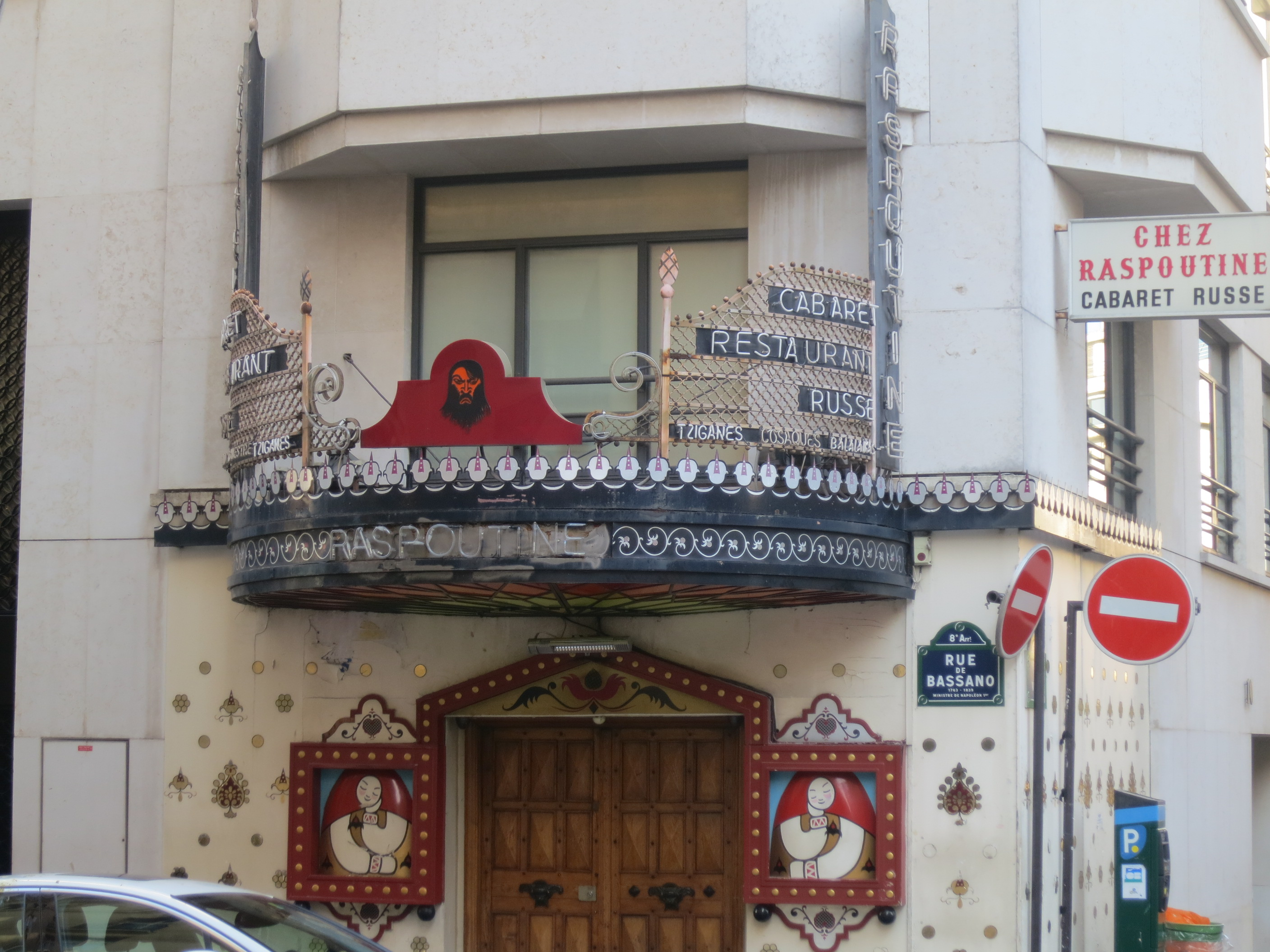
Cabaret-restaurant Le Raspoutine.

### Camp d'internement sous l'Occupation
- Sous l'Occupation allemande, l'hôtel Cahen d'Anvers est réquisitionné en 1942 par la « Dienststelle Westen »[Note 1] à la famille Cahen d'Anvers et devint une annexe parisienne de Drancy sous le nom de « Bassano »[Note 2],[10],[11],[12].

### Bâtiments détruits
- No 31 (angle de la rue Euler) : hôtel de Jean Hennessy (1874-1944)[5],[13], homme politique et riche héritier de la grande famille de producteurs de cognac. Dans cette luxueuse demeure, il recevait ses visiteurs, selon un témoignage de l’époque, dans un cabinet de travail décoré de « magnifiques tapisseries » et de « tableaux de maîtres resplendiss[ants] de l’éclat émouvant des chefs-d’œuvre[14] ».
- No 48 (angle de la rue Magellan) :
  - hôtel du peintre Léon Bonnat (1833-1922), membre de l'Académie des beaux-arts (en 1910)[5]. « Il eut d'abord son atelier place de Vintimille ; le logis de la rue de Bassano est celui de l'artiste “arrivé”. Arrivé aux grosses commandes, aux postes de premier plan[15] ». L'escalier de l'atelier du peintre était orné d'une grande fresque de Puvis de Chavannes[15] ;
  - le photographe Paul Nadar (1856-1939), fils du célèbre Nadar, eut son atelier à cette adresse.

### Habitants célèbres
- Luce Herpin (1835-1914), historienne connue sous le pseudonyme de Lucien Perey (no 37, en 1910)[5].
- Brigitte Bardot rencontra le cinéaste Roger Vadim dans le studio de l'acteur Christian Marquand (no 15, en 1949).